# KISEKI the document of a star
『KISEKI the document a star』(キセキ・ザ・ドキュメント・オブ・ア・スター)は中島美嘉の企画ドキュメント映像。VHSとDVDが同日に発売された。

## 解説
デビュー前の貴重なオーディションやプライベート映像、ドラマ『傷だらけのラブソング』の撮影裏側、歌手デビューまで辿ったドキュメンタリー映像。

## 収録曲
1. INTRODUCTION
2. 「傷だらけのラブソング」制作発表 〜 ”島崎未来” 役オーディション
3. デビューコンベンション 〜 初ステージ直前バックステージ
4. 「傷らだらけのラブソング」演技レッスン
5. 「STARS」仮歌入れ
6. ドラマ撮影前日自宅にて 〜 クランクイン
7. 「STARS」レコーディング
8. ドラマ撮影 〜 放送スタート
9. 友達との休日
10. デビュー直前の様子
11. 恩師との再会
12. 「STARS」リリース
13. 「STARS」制作エピソード
14. 19歳のバースデイ
15. PREMIUM FIRST LIVE初日1札幌
16. 1stアルバム「TRUE」リリース
17. 休暇で訪れたNYの思い出
18. 「新たな未来」の始まり
19. ハプニング! (BONUS CONTES)
20. ENDROLL / CREDIT